# Тырке
Тырке (укр. Тирке, крымскотат. Tirke, Тирке) — ботанический заказник местного значения, расположенный на территории Симферопольского района (Крым). Создан 11 ноября 1979 года. Площадь — 1 500 га. Землепользователь — Министерство экологии и природных ресурсов Республики Крым и государственное автономное учреждение Республики Крым «Симферопольское лесоохотничье хозяйство».

## История
Заказник создан Решением исполнительного комитета Крымского областного Совета народных депутатов от 11.11.1979 № 617 «Об организации заказников дикорастущих лекарственных растений».
Является государственным природным заказником регионального значения, согласно Распоряжению Совета министров Республики Крым от 05.02.2015 № 69-р «Об утверждении Перечня особо охраняемых природных территорий регионального значения Республики Крым».

## Описание
Заказник создан с целью сохранения, возобновления и рационального использования типичных и уникальных природных комплексов: мест произрастания реликтовых растительных сообществ. На территории заказника запрещается или ограничивается любая деятельность, если она противоречит целям его создания или причиняет вред природным комплексам и их компонентам.
Заказник расположен на северных отрогах возвышенности Тырке-Яйла (на хребтах Орта-Сырт и Кучук-Сырт) между реками Бурульча, Су-Ат и Малая Бурульча (у их истоков) — на территории Добровского сельского поселения Перевальненского лесничества (Перевальное участковое лесничество) кварталы 6-12, 14, 27, 28.
Ближайший населённый пункт — село Чайковское, пгт. Перевальное, город — Симферополь.

## Природа
Природа заказника представлена лесом (доминирование бука) с участием тиса ягодного (Taxus baccata), волчеягодника крымского (Daphne taurica).